# 로저 코서
로저 코서(Rodger Corser, 1973년 2월 28일 ~ )는 미국의 배우이다.